# Жилое (Становлянский район)
Жило́е — деревня в Становлянском районе Липецкой области. Входит в состав Петрищевского сельсовета.

## История
Деревня известна с XIX века. В 1926 году состояла из 99 дворов; к 1997 году их количество сократилось до 8. В деревне неоднократно бывал писатель Иван Андреевич Бунин, описав её в рассказе «Захар Воробьев».

## Население
| 1926 | 1932 | 1997 | 2010 |
| ---- | ---- | ---- | ---- |
| 480  | ↗483 | ↘14  | ↘4   |

## Улицы
В деревне имеется одна улица — Лесная.